# La Mort de la Vierge (Petrus Christus)
Pour les articles homonymes, voir La Mort de la Vierge.
La Mort de la Vierge, ou La Dormition de Marie est un tableau du peintre flamand Petrus Christus.
Ce tableau peint entre 1457 et 1467 représente un épisode qui n'est pas évoqué dans le Nouveau Testament (où l'existence de la mère de Jésus n'est signalée que quatre fois). Cette croyance en la mort et l'Assomption de la Vierge ne repose sur aucune base scripturaire. Elle est fondée sur des écrits apocryphes, comme celui du Pseudo-Jean, Sur la mort de Marie (IVe ou Ve siècle) ou La Légende dorée de Jacques de Voragine rédigée en latin entre 1261 et 1266.
La représentation par Petrus Christus de la mort de la Vierge, en présence des apôtres venus du monde entier, est inhabituelle dans la mesure où ce tableau montre les trois épisodes de l'histoire. La Vierge se trouve sur son lit de mort tenant un cierge allumé, symbole de sa foi. Au-dessus, son âme monte vers Dieu le Père. 

## Description
Le tableau représente la Vierge Marie allongée sur un lit à baldaquin rouge sang avec cinq apôtres à sa gauche. Les yeux clos et les mains jointes, elle est morte, mais déjà ressuscitée rajeunie et « miniaturisée » — pour évoquer son âme que des anges conduisent au Ciel auprès de son Fils descendu la chercher. Les trois têtes sont alignées : celles des deux Vierges et celle du Christ, dans une séquence déterminée par le nombre d'or. Son habit semble être une longue écharpe qui s'achève au niveau de la tête de l'homme en vert au centre du tableau. Les objets nécessaires à l'extrême-onction sont représentés ici : l'eau bénite, l'encensoir, le cierge, les écritures saintes, l'hostie.
Autour d'elle, sur le tableau, figurent les Douze apôtres qui ont assisté à la Cène. Derrière le lit, cinq apôtres aux têtes bien alignées horizontalement, ont les paupières baissées à demi pour quatre d'entre eux, comme en prière, et le visage serein. Le premier tend le cou comme s'il ne voyait pas vraiment bien et le second feuillette un livre (peut-être la Bible ?) comme pour y chercher le récit de l'événement qu'il vit actuellement. Le quatrième apôtre pose un cierge (le long duquel se voit une hostie) entre les mains de la Vierge, mais ce cierge paraît petit et peu lumineux par rapport à la blancheur de l'homme dressé à droite, qui vient de franchir le seuil du lieu et apporte de la lumière à la pièce. Le cinquième apôtre a les deux bras étendus devant lui, les paumes ouvertes tournées vers le ciel. Il semble vouloir dire aux incrédules : « voyez, c'est bien la Vierge ! c'est bien sa dormition ! même si ce n'est pas écrit dans le texte sacré ! vous pouvez y croire ! » 
Fait curieux, à la fenêtre, un homme tourne le dos à la scène. Cet homme qui regarde à la fenêtre et semble se désintéresser de la dormition et de l'envol sacré illustre le deuxième comportement d'incrédulité possible : le fait de se tourner chaque matin vers la lumière blanche de l'aube, vers l'Est d'où vient la sagesse, pour y chercher la voie, sa voie vers la « Lumière » intérieure, sans avoir à passer par le Texte sacré. Il porte un bandeau sur son épaule gauche, devenu inutile pour des yeux dessillés.
Au-dessous, sur le seuil de la chambre, un homme s'apprête à entrer. Avec sa cape et son bâton, il évoque le pèlerin en quête de la Lumière, comme l'alchimiste est en quête de la pierre philosophale. La pointe de son pied n'est pas visible, cachée par une marche à gravir, qui marque la première étape de l'initiation, l'entrée dans le Temple que le porche voûté représente.
Devant lui un homme est tout de blanc vêtu, tenant un goupillon et du seau contenant l'eau bénite pour bénir la Vierge ou chacun des participants. Cet homme, c'est saint Pierre, mais certains historiens d'art y ont également vu un portrait de l'artiste, Petrus (la pierre) Christus (du Christ). Son arrivée paraît plus importante que la dormition de la Vierge et sa luminosité écrase la noirceur des autres participants. La blancheur immaculée de son habit évoque la pureté. Ses yeux sont grand ouverts contrairement aux autres apôtres qui les ont mi-clos. Ses jambes légèrement écartées lui assurent une solide assise au sol.
Au pied du lit de la Vierge, tournant le dos à l'homme en blanc, un homme vêtu de noir tient dans sa main un encensoir. Il en est à la troisième étape de l'initiation. Il baisse les yeux, il est sur la vie mais encore dans les ténèbres. Sa main gauche semble indiquer l'étape suivante. Au premier plan, au centre du tableau, un homme assis vêtu de vert, la jambe gauche dénudé, tient un livre ouvert sur sa cuisse gauche. Le regard levé, comme il ressemble à l'orfèvre du tableau Un Orfèvre dans son atelier, peut-être saint Éloi dans lequel l'artiste s'est également représenté. 
Le livre (peut-être la Bible ?) qu'il tient ouvert sur sa cuisse gauche, le pouce posé sur une ligne bien précise, peut-être à la Première épître de Jean où il est proclamé que la Lumière s'oppose aux ténèbres : « La nouvelle que nous avons apprise de lui, et que nous vous annonçons, c'est que Dieu est lumière, et qu'il n'y a point en lui de ténèbres. » Ces trois hommes qui n'en sont qu'un à trois étapes différentes d'une quête laissent une ombre sur le sol, ils sont devenus « éclairés ». La couleur verte de son habit et sa jambe droite dénudée qui peut ainsi prendre contact avec le sol évoquent l'étape à laquelle il est parvenu. Sa main droite désigne le cinquième homme qui conclut la ligne oblique qui les réunit. Joel M. Upton dit de lui : « l'apôtre au premier plan, assis avec un livre ouvert et une main tendue, interlocuteur dramatique avec le spectateur, ressemble infiniment au saint Eloi du tableau du Metropolitan. »
En bas, à l'extrême gauche, un homme à demi allongé dort ; il symbolise l'idée hermétique selon laquelle il faut « mourir » pour renaître. À l'extrême droite, un livre fermé est posé sur un siège, un signet marquant une page.
À l'extérieur de la pièce, saint Thomas, l'incrédule qui ne croit que ce qu'il voit, reçoit la ceinture de la Vierge — la Santa Cintola — qu'un ange lui abandonne comme preuve l'Assomption de Marie. Il est sur le chemin qui sinue à travers un paysage de collines, il vient de loin mais il lui reste encore à traverser la rivière devant lui avant de monter les marches qui mène à la chambre mariale. N'étant pas encore « illuminé », il ne laisse pas d'ombre sur le sol.

## Sources et bibliographie
- (en) Joel M. Upton, Petrus Christus : His Place in Fifteenth-Century Flemish Painting, University Park and London, The Pennsylvania State University Press, 1990.